# Alfredo de Almeida Rego
Alfredo de Almeida Rego, conegut com a Doca, (7 d'abril de 1903 - ?) fou un futbolista brasiler.

## Selecció del Brasil
Va formar part de l'equip brasiler a la Copa del Món de 1930.

## Palmarès
- Campionat carioca (1): 
  - São Cristóvão: 1926